# Aphodius exclamationis
Aphodius exclamationis es una especie de coleóptero de la familia Scarabaeidae.

## Distribución geográfica
Habita en el paleártico: sur de la España peninsular y el Magreb.